# Węzeł potrójny Mara
Węzeł potrójny Mara – węzeł potrójny, będący punktem styku płyt tektonicznych: afrykańskiej, arabskiej i anatolijskiej, znajdujący się na terenie południowej Turcji.
Z węzła w kierunku południowym odchodzi Ryft Morza Martwego (będący granicą pomiędzy płytą afrykańska i arabską), na północny wschód uskok wschodnioanatolijski (granica płyt anatolijskiej i arabskiej). Trzecim ramieniem jest strefa Cypr-Misis-Andirin, będąca granicą płyt afrykańskiej i anatolijskiej.